# アイ・ウォント・ユー (マーヴィン・ゲイのアルバム)
『アイ・ウォント・ユー』（I Want You）は、アメリカ合衆国のR&B歌手マーヴィン・ゲイが1976年に発表した14作目のスタジオ・アルバム。

## 背景
モータウンのスタッフであったリオン・ウェアは、パートナーのアーサー・"T-ボーイ"・ロスと共に、ウェア自身のソロ・アルバム用に「アイ・ウォント・ユー」などの曲のデモ録音を行っていたが、ベリー・ゴーディ・ジュニアを通じてタイトル曲のデモを聴いたゲイが、この曲を気に入り、最終的にはアルバム全体のプロデュースをウェアに依頼した。本作は13か月かけて制作され、当初はゴーディに内緒で、ゲイが新設したスタジオにおいて締め切りを気にせず自由気ままに作業が行われたという。ウェアは2016年のインタビューにおいて、当時のことを「マーヴィンはプロジェクトが残り数週間になるまでの間ずっと『自分が作った曲じゃないのに、コード進行がまるで自分の曲みたいだ。自分自身を聴いているみたいだ』と言い続けていた」「マーヴィンは私のコード・プログレッションを気に入ってくれた」と振り返っている。
本作のジャケットには、アーニー・バーンズが1971年に描いた絵画「Sugar Shack」が使用された。当時ゲイの恋人だったジャニス・ハンター（1977年に妻となる）によれば、彼女の母はバーンズと交際していたことがあり、ゲイはその縁からバーンズを知って、ジャニスを連れてバーンズの画廊へ行った際「Sugar Shack」を気に入り、自分の名前とアルバム・タイトルを絵の中に書き加えるよう、バーンズに依頼したという。

## 反響
アメリカの総合アルバム・チャートBillboard 200では4位に達して、自身4作目の全米トップ10アルバムとなり、『ビルボード』のR&Bアルバム・チャートでは、自身5度目の1位獲得を果たした。本作からの第1弾シングル「アイ・ウォント・ユー」はBillboard Hot 100で15位に達し、続く「アフター・ザ・ダンス」はHot 100で74位を記録した。
全英アルバムチャートでは5週トップ100入りして最高22位を記録し、自身5作目の全英トップ100アルバム（タミー・テレルやダイアナ・ロスとのコラボレーション・アルバムも含む）となった。日本のオリコンLPチャート（1970年-1989年集計）では9週トップ100入りして、ゲイのソロ・アルバムとしては最高の41位を記録したが、ダイアナ・ロスとのコラボレーション・アルバム『ダイアナ&マーヴィン』（1974年）のオリコン19位には及ばなかった。

## 評価
第19回グラミー賞では本作が最優秀男性R&Bボーカル・パフォーマンス賞にノミネートされ、収録曲「アフター・ザ・ダンス」は最優秀R&Bインストゥルメンタル・パフォーマンス賞にノミネートされた。
ロバート・クリストガウは本作にCプラスを付け「マーヴィン・ゲイ名義のレコードではあるが、実質的にはリオン・ウェアのレコード」「避けて通るべき」と酷評している。一方、Thom Jurekはオールミュージックにおいて5点満点中4.5点を付け「彼のトレードマークであったモータウン的ソウルから、豪勢でファンキーで快活なディスコへ、一気に方向転換した」「『アイ・ウォント・ユー』と、姉妹作に当たるウェアのアルバム『ミュージカル・マッサージ』は、初期ディスコの傑出したコンセプト・アルバムである」と評している。

## 収録曲
特記なき楽曲はリオン・ウェアとアーサー・"T-ボーイ"・ロスの共作。
1. アイ・ウォント・ユー "I Want You (Vocal)" – 4:34
2. エンジェル "Come Live with Me Angel" (Leon Ware, Jacqueline Hilliard) – 6:30
3. アフター・ザ・ダンス（インストゥルメンタル） "After the Dance (Instrumental)" (Marvin Gaye, L. Ware) – 4:25
4. オール・マイ・ラヴ "Feel All My Love Inside" (M. Gaye, L. Ware) – 3:22
5. 愛する者たちへ "I Wanna Be Where You Are" – 1:18
6. アイ・ウォント・ユー（イントロ・ジャム） "I Want You (Intro Jam)" – 0:19
7. 恋人たちの神話 "All the Way Around" – 3:50
8. シンス・アイ・ハッド・ユー "Since I Had You" (M. Gaye, L. Ware) – 4:05
9. 愛の黙示録 "Soon I'll Be Loving You Again" (M. Gaye, L. Ware, Arthur "T-Boy" Ross) – 3:15
10. アイ・ウォント・ユー（イントロ・ジャム） "I Want You (Jam)" – 1:40
11. アフター・ザ・ダンス "After the Dance (Vocal)" (M. Gaye, L. Ware, A. "T-Boy" Ross) – 4:39

### デラックス・エディション盤ボーナス・トラック
<SINGLE MIXES>
1. アイ・ウォント・ユー（ヴォーカル） - "I Want You (Vocal) (Promo Only Version)" - 3:38
2. アイ・ウォント・ユー（インストゥルメンタル） - "I Want You (Instrumental)" - 4:39
3. ストレンジ・ラヴ（インストゥルメンタル） - "Strange Love (Feel All My Love Inside) (Instrumental)" - 2:57

### デラックス・エディション盤ボーナス・ディスク
1. アイ・ウォント・ユー（ヴォーカル&リズム） "I Want You (Vocal & Rhythm)" - 5:05
2. エンジェル - "Come Live with Me Angel (Alternate Version)" - 7:37
3. アフター・ザ・ダンス（インストゥルメンタル） - "After the Dance (Instrumental)" - 5:33
4. オール・マイ・ラヴ - "Feel All My Love Inside (Alternate Version)" - 3:52
5. 愛する者たちへ - "I Wanna Be Where You Are (Alternate Version)" - 6:07
6. アイ・ウォント・ユー（ギター・ジャム） - "I Want You (Guitar Jam)" - 0:29
7. 恋人たちの神話 - "All the Way Around (Alternate Version)" - 3:52
8. シンス・アイ・ハッド・ユー - "Since I Had You (Alternate Version)" - 4:16
9. 愛の黙示録 - "Soon I'll Be Loving You Again (Alternate Version)" - 4:30
10. アイ・ウォント・ユー（ジャム） - "I Want You (Jam) (Undubbed)" - 4:52
11. アフター・ザ・ダンス（ヴォーカル） - "After the Dance (Vocal) (Alternate Version)" - 5:14
12. 愛する者たちへ（アフター・ザ・ダンス） - "I Wanna Be Where You Are (After the Dance)" - 4:01
13. ユー・アー・ザ・ウェイ・ユー・アー - "You Are the Way You Are (Instrumental)" - 4:26
14. イズ・エニボディ・シンキング・アバウト・ゼア・リヴィング? - "Is Anybody Thinking About Their Living?" - 4:23

## 参加ミュージシャン
- マーヴィン・ゲイ - ボーカル、ピアノ、シンセサイザー
- リオン・ウェア - リズム・アレンジ
- コールリッジ＝テイラー・パーキンソン - ストリングス・アレンジ、ホーン・アレンジ
- ソニー・バーク、ジョン・バーンズ、ジェリー・ピータース - ピアノ、ローズ・ピアノ
- ワー・ワー・ワトソン（英語版）、レイ・パーカー・ジュニア、デイヴィッド・T・ウォーカー、デニス・コフィー、ジェイ・グレイドン - ギター
- チャック・レイニー、ウィルトン・フェルダー、ロン・ブラウン、ヘンリー・デイヴィス - ベース
- ジェイムス・ギャドソン - ドラムス
- ボビー・ホール、エディ・ブラウン - コンガ、ボンゴ
- ゲイリー・コールマン、ジョン・アーノルド - パーカッション